# Tlenowe kwasy jodu
Tlenowe kwasy jodu – kwasy tlenowe, w których jod pełni rolę atomu centralnego. Znane są cztery tlenowe kwasy jodu:
- kwas podjodawy, HIO – nazwa systematyczna IUPAC: hydroksydojod; nazwa Stocka: kwas jodowy(I)
- kwas jodawy, HIO2 – nazwa systematyczna IUPAC: hydroksydooksydojod; nazwa Stocka: kwas jodowy(III)
- kwas jodowy, HIO3 – nazwa systematyczna IUPAC: hydroksydodioksydojod; nazwa Stocka: kwas jodowy(V)
- kwas nadjodowy, HIO4 – nazwa systematyczna IUPAC: hydroksydotrioksydojod; nazwa Stocka: kwas jodowy(VII)